# Bernd Hausberger
Bernd Hausberger (* 7. Januar 1960 in Amstetten) ist ein österreichischer Historiker.

## Werdegang
Hausberger studierte Geschichte, Hispanistik und klassische Philologie an der Universität Wien und promovierte 1990 mit der Arbeit "Bergbau und Kolonisation an der Nordwestgrenze Neu Spaniens. Aspekte zur Wirtschafts- und Sozialgeschichte der Provinz Sonora, 1640–1767". Von 1991 bis 1993 war Hausberger Assistent am Institut für Geschichte der Universität Wien, von 1993 bis 1998 wissenschaftlicher Mitarbeiter und von 1999 bis 2006 wissenschaftlicher Assistent am Lateinamerika-Institut der Freien Universität Berlin. 2001 habilitierte er mit seiner Arbeit über die jesuitische Mission im Norden des kolonialen Mexikos. Seit 2006 lehrt Hausberger als Professor für Geschichte Lateinamerikas am Centro de Estudios Históricos des El Colegio de México in Mexiko-Stadt. Hausberger forscht vor allem über die koloniale Geschichte Mexikos und Boliviens, die Globalgeschichte der frühen Neuzeit und über die Geschichte des Kinos.

## Wissenschaftliche Arbeiten
- Historia mínima de la globalización temprana, México, El Colegio de México, 2018, 264 Seiten.
- "La Revolución mexicana en los cine de Roma de la posguerra". In: Tzintzun. Revista de Estudios Históricos 64 (Morelia, 2016), S. 259–295.
- Miradas a la misión jesuita en la Nueva España. Antología, México, El Colegio de México, 2015. 374 Seiten.
- Die Verknüpfung der Welt: Geschichte der frühen Globalisierung vom 16. bis zum 18. Jahrhundert. Mandelbaum, Wien 2015, 207 S.  ISBN 978-3-85476-460-1 (Expansion, Interaktion, Akkulturation; 27).
- Jesuiten aus Mitteleuropa im kolonialen Mexiko. Eine Bio-Bibliographie (= Studien zur Geschichte und Kultur der Iberischen und Iberoamerikanischen Länder 2, Wien/München, Verlag für Geschichte und Politik/Oldenbourg, 1995), 436 Seiten.
- La Nueva España y sus metales preciosos. La industria minera colonial a través de los 'libros de cargo y data' de la Real Hacienda, 1761–1767 (= Berliner Lateinamerika-Forschungen 7, Frankfurt a. M., Vervuert, 1997), 323 Seiten.
- Für Gott und König. Die Mission der Jesuiten im kolonialen Mexiko (= Studien zur Geschichte und Kultur der Iberischen und Iberoamerikanischen Länder 6, Wien/München, Verlag für Geschichte und Politik/Oldenbourg, 2000), 649 Seiten.
- (Hg.) Globale Lebensläufe. Menschen als Akteure im weltgeschichtlichen Geschehen (= Globalgeschichte und Entwicklungspolitik 3, Wien, Mandelbaum Verlag, 2006), 288 Seiten.
- (Hg., gemeinsam mit Peter Felbauer u. Jean-Paul Lehners) Globalgeschichte. Die Welt 1000–2000, 8 Bde. (Wien: Mandelbaum, 2008–2011).
- "¡Viva Villa! Cómo Hollywood se apoderó de un héroe y el mundo se le quitó". In: Historia Mexicana 62/4=248 (México, D.F., 2013), S. 1495–1547.